# Championnat d'Europe de beach soccer 2013
Navigation
2012 2014
L'Euro Beach Soccer League 2013 est la 16e édition de la compétition. Pour la première fois, 24 équipes prennent part à la compétition avec une Division A augmentée à 12 participants, le tout s'affrontant sur 5 étapes au total.
La Russie remporte son 3e trophée tandis que la France se sauve de la relégation.

## Répartition des équipes
| Division A  | Division A | Division A |                    | Division B | Division B | Division B |
| ----------- | ---------- | ---------- | ------------------ | ---------- | ---------- | ---------- |
| Biélorussie | Pays-Bas   | Russie     | Andorre            | Angleterre | Israël     |            |
| France      | Pologne    | Espagne    | Azerbaïdjan        | Estonie    | Moldavie   |            |
| Allemagne   | Portugal   | Suisse     | Bulgarie           | Grèce      | Norvège    |            |
| Italie      | Roumanie   | Ukraine    | République tchèque | Hongrie    | Turquie    |            |

## Déroulement
Chacune des nations de la Division A participe à 2 étapes pour un total de 6 rencontres. Au terme des 5 étapes, les 8 meilleures nations au classement cumulé sont qualifiées pour la Super-finale. La dernière nation de ce classement passe par la Finale de promotion, en compagnie des 7 meilleures nations de la Division B, afin d’éviter la relégation.

## Tournoi

### Phase régulière

#### Étape 1
Seule des équipes de la division A prennent part à cette première étape qui se déroule à Kiev du 24 au 26 mai.
| Équipe  | J | G | G+ | P | Bp | Bc | +/- | Pts |
| ------- | - | - | -- | - | -- | -- | --- | --- |
| Pologne | 3 | 2 | 1  | 0 | 14 | 10 | +4  | 8   |
| Ukraine | 3 | 2 | 0  | 1 | 17 | 8  | +9  | 6   |
| Suisse  | 3 | 1 | 0  | 2 | 12 | 14 | −2  | 3   |
| France  | 3 | 0 | 0  | 3 | 9  | 20 | −11 | 0   |

53 buts sont marqués pour une moyenne de 8,83 par match.
- Meilleur joueur :  Boguslaw Saganowski
- Meilleur buteur :  Oleg Zborovskyi (7 buts)
- Meilleur gardien :  Vitaliy Sydorenko

#### Étape 2
Pour l'étape 2 qui a lieu du 14 au 16 juin à Terracina en Italie, 8 équipes de division A (réparties en deux groupes) et 4 de division B sont convoquées.
126 buts sont marqués pour une moyenne de 7 par match.
- Meilleur joueur :  Belchior
- Meilleurs buteurs :  Belchior,  Alan Cavalcanti,  Oleg Zborovskyi et  Patrick Ax (4 buts)
- Meilleur gardien :  Stefano Spada

##### Division A

###### Groupe 1
| Équipe   | J | G | G+ | P | Bp | Bc | +/- | Pts |
| -------- | - | - | -- | - | -- | -- | --- | --- |
| Pays-Bas | 3 | 2 | 0  | 1 | 11 | 14 | −3  | 6   |
| Italie   | 3 | 2 | 0  | 1 | 12 | 9  | +3  | 6   |
| Ukraine  | 3 | 1 | 0  | 2 | 11 | 7  | +4  | 3   |
| Roumanie | 3 | 1 | 0  | 2 | 6  | 10 | −4  | 3   |

Bien que vainqueur de son groupe, les Pays-Bas ne sont pas automatiquement qualifiés pour la super-finale car seule une équipe par division est considérée vainqueur d'étape.

###### Groupe 2
| Équipe      | J | G | G+ | P | Bp | Bc | +/- | Pts |
| ----------- | - | - | -- | - | -- | -- | --- | --- |
| Portugal    | 3 | 3 | 0  | 0 | 14 | 6  | +8  | 9   |
| Russie      | 3 | 2 | 0  | 1 | 12 | 12 | 0   | 6   |
| Biélorussie | 3 | 1 | 0  | 2 | 6  | 7  | −1  | 3   |
| Allemagne   | 3 | 0 | 0  | 3 | 5  | 12 | −7  | 0   |

##### Division B
| Équipe      | J | G | G+ | P | Bp | Bc | +/- | Pts |
| ----------- | - | - | -- | - | -- | -- | --- | --- |
| Israël      | 3 | 2 | 0  | 1 | 18 | 9  | +9  | 6   |
| Turquie     | 3 | 2 | 0  | 1 | 15 | 12 | +3  | 6   |
| Hongrie     | 3 | 1 | 1  | 1 | 8  | 9  | −1  | 5   |
| Azerbaïdjan | 3 | 0 | 0  | 3 | 7  | 17 | −10 | 0   |

#### Étape 3
L'étape 3 met aux prises quatre équipes de division A et autant de la division inférieure. Elle se déroule à Valence en France du 21 au 23 juin.
105 buts sont marqués pour une moyenne de 8,75 par match.
- Meilleur joueur :  Dejan Stankovic
- Meilleur buteur :  Dejan Stankovic (8 buts)
- Meilleur gardien :  Valentin Jaeggy

##### Division A
| Équipe   | J | G | G+ | P | Bp | Bc | +/- | Pts |
| -------- | - | - | -- | - | -- | -- | --- | --- |
| Suisse   | 3 | 3 | 0  | 0 | 27 | 9  | +18 | 9   |
| Espagne  | 3 | 2 | 0  | 1 | 12 | 14 | −2  | 6   |
| Portugal | 3 | 1 | 0  | 2 | 9  | 11 | −2  | 3   |
| France   | 3 | 0 | 0  | 2 | 7  | 21 | −14 | 0   |

##### Division B
| Équipe             | J | G | G+ | P | Bp | Bc | +/- | Pts |
| ------------------ | - | - | -- | - | -- | -- | --- | --- |
| Angleterre         | 3 | 2 | 1  | 0 | 8  | 5  | +3  | 8   |
| République tchèque | 3 | 2 | 0  | 1 | 22 | 10 | +12 | 6   |
| Moldavie           | 3 | 1 | 0  | 2 | 10 | 14 | −3  | 3   |
| Andorre            | 3 | 0 | 0  | 3 | 10 | 21 | −11 | 0   |

#### Étape 4
L'étape 4 met aux prises quatre équipes de division A et autant de la division inférieure. Elle se déroule du 19 au 21 juillet à La Haye aux Pays-Bas.
87 buts sont marqués pour une moyenne de 7,25 par match.
- Meilleur joueur :  Patrick Ax
- Meilleurs buteurs :  Boguslaw Saganowski et  Henrik Salveson (6 buts)
- Meilleur gardien :  Frank Van Der Geest

##### Division A
| Équipe      | J | G | G+ | P | Bp | Bc | +/- | Pts |
| ----------- | - | - | -- | - | -- | -- | --- | --- |
| Pologne     | 3 | 2 | 0  | 1 | 16 | 13 | +3  | 6   |
| Italie      | 3 | 2 | 0  | 1 | 12 | 8  | +4  | 6   |
| Pays-Bas    | 3 | 1 | 1  | 1 | 9  | 9  | 0   | 5   |
| Biélorussie | 3 | 0 | 0  | 3 | 8  | 15 | −7  | 0   |

##### Division B
| Équipe   | J | G | G+ | P | Bp | Bc | +/- | Pts |
| -------- | - | - | -- | - | -- | -- | --- | --- |
| Grèce    | 3 | 2 | 1  | 0 | 15 | 9  | +6  | 8   |
| Estonie  | 3 | 2 | 0  | 1 | 9  | 9  | 0   | 6   |
| Bulgarie | 3 | 0 | 1  | 2 | 9  | 12 | −3  | 2   |
| Norvège  | 3 | 0 | 0  | 3 | 9  | 12 | −3  | 0   |

#### Étape 5
Seule des équipes de la division A prennent part à cette dernière étape qui se déroule à Moscou du 2 au 4 août.
| Équipe    | J | G | G+ | P | Bp | Bc | +/- | Pts |
| --------- | - | - | -- | - | -- | -- | --- | --- |
| Russie    | 3 | 3 | 0  | 0 | 10 | 3  | +7  | 9   |
| Espagne   | 3 | 2 | 0  | 1 | 10 | 3  | +7  | 6   |
| Allemagne | 3 | 1 | 0  | 2 | 7  | 8  | -1  | 3   |
| Roumanie  | 3 | 0 | 0  | 3 | 4  | 17 | -13 | 0   |

#### Classements
| Équipe      | J | G | G+ | P | Bp | Bc | +/- | Pts |
| ----------- | - | - | -- | - | -- | -- | --- | --- |
| Russie      | 6 | 5 | 0  | 1 | 22 | 15 | +7  | 15  |
| Pologne     | 6 | 4 | 1  | 1 | 30 | 23 | +7  | 14  |
| Suisse      | 6 | 4 | 0  | 2 | 39 | 23 | +16 | 12  |
| Italie      | 6 | 4 | 0  | 2 | 24 | 17 | +7  | 12  |
| Portugal    | 6 | 4 | 0  | 2 | 23 | 17 | +6  | 12  |
| Espagne     | 6 | 4 | 0  | 2 | 22 | 17 | +5  | 12  |
| Pays-Bas    | 6 | 3 | 1  | 2 | 20 | 23 | −3  | 11  |
| Ukraine     | 6 | 3 | 0  | 3 | 28 | 15 | +13 | 9   |
| Biélorussie | 6 | 1 | 0  | 5 | 14 | 22 | −8  | 3   |
| Allemagne   | 6 | 1 | 0  | 5 | 12 | 20 | −8  | 3   |
| Roumanie    | 6 | 1 | 0  | 5 | 10 | 27 | −17 | 3   |
| France      | 6 | 0 | 0  | 6 | 16 | 41 | −25 | 0   |

| Qualifié grâce à une victoire d'étape | Qualifié grâce au classement final | Organisateur | Reversé en finale de promotion |

| Équipe             | J | G | G+ | P | Bp | Bc | +/- | Pts |
| ------------------ | - | - | -- | - | -- | -- | --- | --- |
| Grèce              | 3 | 2 | 1  | 0 | 15 | 9  | +6  | 8   |
| Angleterre         | 3 | 2 | 1  | 0 | 8  | 5  | +3  | 8   |
| République tchèque | 3 | 2 | 0  | 1 | 22 | 10 | +12 | 6   |
| Israël             | 3 | 2 | 0  | 1 | 18 | 9  | +9  | 6   |
| Turquie            | 3 | 2 | 0  | 1 | 15 | 12 | +3  | 6   |
| Estonie            | 3 | 2 | 0  | 1 | 9  | 9  | 0   | 6   |
| Hongrie            | 3 | 1 | 1  | 1 | 9  | 9  | 0   | 5   |
| Moldavie           | 3 | 1 | 0  | 2 | 10 | 14 | −4  | 3   |
| Bulgarie           | 3 | 0 | 1  | 2 | 9  | 12 | −3  | 2   |
| Norvège            | 3 | 0 | 0  | 3 | 9  | 12 | −3  | 0   |
| Andorre            | 3 | 0 | 0  | 3 | 10 | 21 | −11 | 0   |
| Azerbaïdjan        | 3 | 0 | 0  | 3 | 7  | 18 | −11 | 0   |

| Qualifié grâce à une victoire d'étape | Qualifié grâce au classement final | Éliminé |

### Super-finale
| Super-finale  | Super-finale  |              | Finale de promotion     | Finale de promotion |
| Groupe 1      | Groupe 2      | Groupe 3     | Groupe 4                |                     |
| ------------- | ------------- | ------------ | ----------------------- | ------------------- |
| Russie (A1)   | Pologne (A2)  | Israël (B4)  | Grèce (B1)              |                     |
| Italie (A4)   | Suisse (A3)   | Turquie (B5) | Angleterre (B2)         |                     |
| Espagne (A6)  | Portugal (A5) | Estonie (B6) | République tchèque (B3) |                     |
| Pays-Bas (A7) | Ukraine (A8)  | France (A12) | Hongrie (B7)            |                     |

235 buts sont marqués pour une moyenne de 7,34 par match.

#### Division A

##### Phase de groupe
| Équipe   | J | G | G+ | P | Bp | Bc | +/- | Pts |
| -------- | - | - | -- | - | -- | -- | --- | --- |
| Russie   | 3 | 2 | 0  | 1 | 14 | 12 | +2  | 6   |
| Espagne  | 3 | 2 | 0  | 1 | 12 | 9  | +3  | 6   |
| Italie   | 3 | 1 | 1  | 1 | 14 | 12 | +2  | 5   |
| Pays-Bas | 3 | 0 | 0  | 3 | 8  | 15 | -7  | 0   |

| Équipe   | J | G | G+ | P | Bp | Bc | +/- | Pts |
| -------- | - | - | -- | - | -- | -- | --- | --- |
| Portugal | 3 | 2 | 0  | 1 | 12 | 7  | +5  | 6   |
| Suisse   | 3 | 2 | 0  | 1 | 19 | 15 | +4  | 6   |
| Pologne  | 3 | 1 | 0  | 2 | 10 | 17 | -7  | 3   |
| Ukraine  | 3 | 1 | 0  | 2 | 8  | 10 | -2  | 3   |

##### Matchs de classement
| 7e place           | Pays-Bas | 0 – 4 | Ukraine                                                              | Plage de Torredembarra |  |
| 11 août 2012 12:45 |          |       | 14e I. Borsuk · 25e A. Borsuk · 29e V. Sydorenko · 34e O. Zborovskyi |                        |  |
| 11 août 2012 12:45 | Rapport  |       |                                                                      |                        |  |

| 5e place           | Italie                                                                              | 5 – 6 a. p. | Pologne                                                                                          | Plage de Torredembarra |  |
| 11 août 2013 14:00 | S. Marinai 7e · G. Platania 23e · G. Gori 29e · P. Palmacci 30e · F. Corosiniti 35e |             | 9e, 22e B. Saganowski · 11e P. Golanski · 13e M. Widzicki · 27e T. Wydmuszek · 37e P. Friszkemut |                        |  |
| 11 août 2013 14:00 | Rapport                                                                             |             |                                                                                                  |                        |  |

| 3e place           | Espagne          | 1 – 4 | Suisse                                                    | Plage de Torredembarra |  |
| 11 août 2013 17:45 | F. J. Cintas 12e |       | 4e M. Misev · 23e (pen.), 33e P. Borer · 27e D. Stankovic |                        |  |
| 11 août 2013 17:45 | Rapport          |       |                                                           |                        |  |

| Finale             | Russie | 8 – 3 | Portugal                               | Plage de Torredembarra |                        |
| 11 août 2013 19:00 | B. Torres 1re (csc) · E. Eremeev 12e, 16e (pen.) · Y. Krasheninnikov 15e, 29e · Leonov 17e · A. Peremitin 35e (pen.) · K. Romanov 36e |       | 2e, 7e Belchior · 22e (csc) A. Makarov | Arbitrage : Pablo Brea | Arbitrage : Pablo Brea |
| 11 août 2013 19:00 | Rapport |       |                                        | Arbitrage : Pablo Brea | Arbitrage : Pablo Brea |

##### Classement final et récompenses
| Place | Équipe   |
| ----- | -------- |
| 1     | Russie   |
| 2     | Portugal |
| 3     | Suisse   |
| 4     | Espagne  |
| 5     | Pologne  |
| 6     | Italie   |
| 7     | Ukraine  |
| 8     | Pays-Bas |

- Meilleur joueur :  Ilya Leonov
- Meilleur buteur :  Dejan Stankovic (9 buts)
- Meilleur gardien :  Dona

#### Division B

##### Phase de groupe
| Équipe  | J | G | G+ | P | Bp | Bc | +/- | Pts |
| ------- | - | - | -- | - | -- | -- | --- | --- |
| France  | 3 | 3 | 0  | 0 | 14 | 8  | +6  | 9   |
| Israël  | 3 | 2 | 0  | 1 | 10 | 10 | 0   | 6   |
| Turquie | 3 | 0 | 1  | 2 | 7  | 11 | -4  | 2   |
| Estonie | 3 | 0 | 0  | 3 | 11 | 13 | -2  | 0   |

| Équipe             | J | G | G+ | P | Bp | Bc | +/- | Pts |
| ------------------ | - | - | -- | - | -- | -- | --- | --- |
| Grèce              | 3 | 2 | 0  | 1 | 9  | 9  | 0   | 6   |
| Hongrie            | 3 | 2 | 0  | 1 | 13 | 9  | +4  | 6   |
| République tchèque | 3 | 1 | 0  | 2 | 8  | 14 | -6  | 3   |
| Angleterre         | 3 | 1 | 0  | 2 | 12 | 10 | +2  | 3   |

##### Matchs de classement
| 7e place           | Estonie                                | 4 – 3 | Angleterre                        | Plage de Torredembarra |  |
| 11 août 2013 10:15 | R. Rump 1re, 21e, 26e · M. Truusalu 9e |       | 16e S. Lawson · 23e, 35e M. Evans |                        |  |
| 11 août 2013 10:15 | Rapport                                |       |                                   |                        |  |

| 5e place           | Turquie                                                                                    | 5 – 4 a. p. | République tchèque                                | Plage de Torredembarra |  |
| 11 août 2013 11:30 | A. Muftuoglu 11e · V. Yesilirmak 16e · B. Terzioglu 23e · E. Anzafioglu 26e · O. Zayim 38e |             | 1re, 26e L. Karda · 28e J. Kovarik · 28e M. Salak |                        |  |
| 11 août 2013 11:30 | Rapport                                                                                    |             |                                                   |                        |  |

| 3e place           | Israël        | 1 – 3 | Hongrie                                        | Plage de Torredembarra   |                          |
| 11 août 2013 15:15 | O. Fahima 11e |       | 2e N. Sebestyen · 20e T. Weisz · 24e L. Berkes | Arbitrage : Roman Walder | Arbitrage : Roman Walder |
| 11 août 2013 15:15 | Rapport       |       |                                                | Arbitrage : Roman Walder | Arbitrage : Roman Walder |

| Finale de promotion | France             | 2 – 1 | Grèce                 | Plage de Torredembarra |  |
| 11 août 2013 16:30  | D. Samoun 26e, 31e |       | 9e T. Triantafyllidis |                        |  |
| 11 août 2013 16:30  | Rapport            |       |                       |                        |  |

| Place | Équipe             |
| ----- | ------------------ |
| 1     | France             |
| 2     | Grèce              |
| 3     | Hongrie            |
| 4     | Israël             |
| 5     | Turquie            |
| 6     | République tchèque |
| 7     | Estonie            |
| 8     | Angleterre         |

La France remporte la finale de promotion et se maintient en Division A pour la saison 2014.